# Ulrike Bolenz

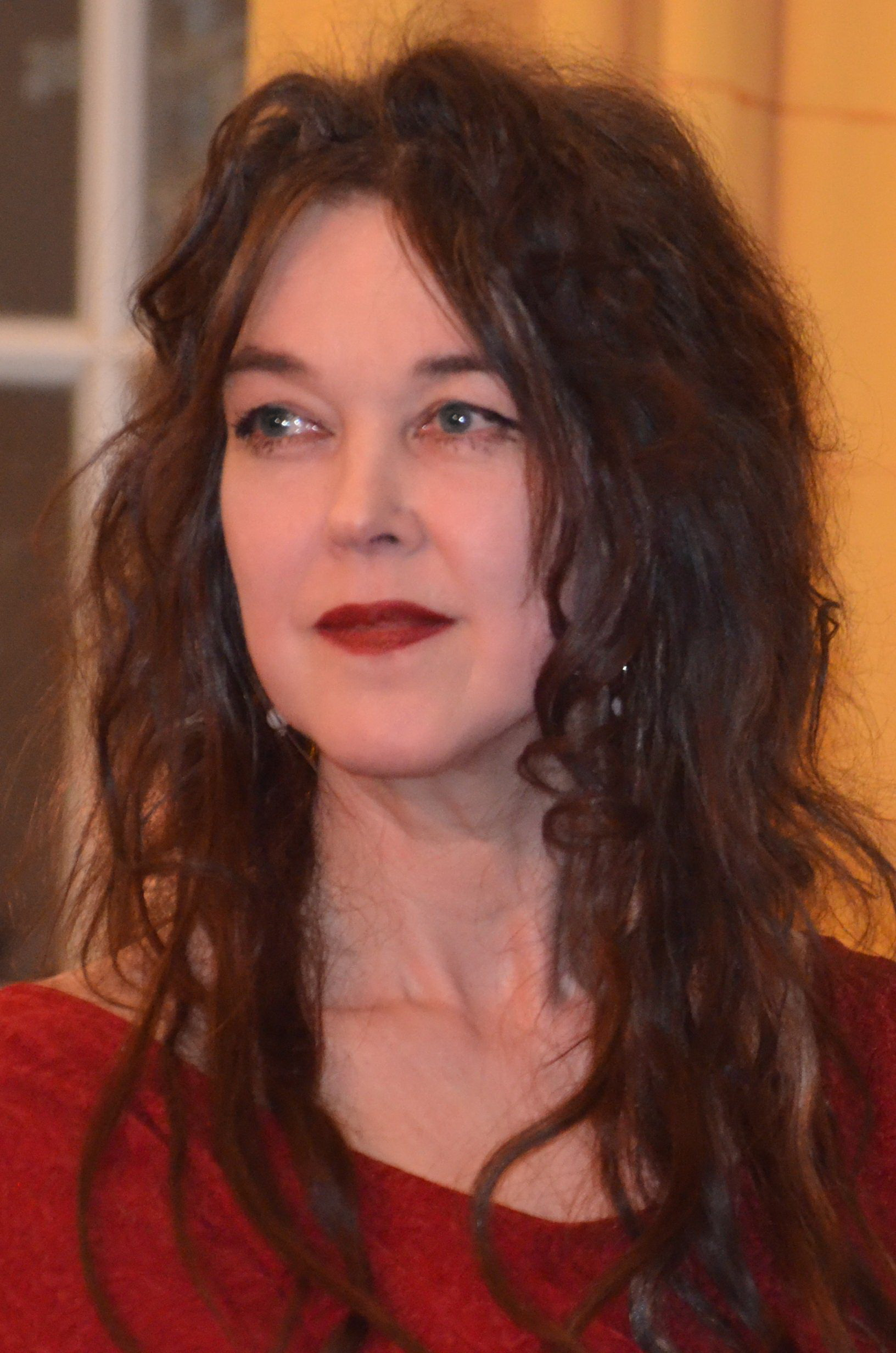
Ulrike Bolenz (2015)

Ulrike Bolenz (* 11. Juni 1958 in Castrop-Rauxel) ist eine deutsch-belgische Malerin und Photoplastikerin.

## Leben
Ulrike Bolenz studierte ab 1979 Malerei an der Hochschule für Bildende Künste Kassel bei Manfred Bluth und Tom J. Gramse. Bolenz lebt und arbeitet in ihrem Atelier in Vilvoorde bei Brüssel.

## Werk
Die künstlerischen Techniken von Ulrike Bolenz sind eine symbiotische Verbindung von Fotografie und Malerei auf transluziden organischen und anorganischen Materialien. Sie arbeitet mit Materialien wie Plexiglas, Aluminium, Stahl und Printmedien, die sie mit traditionellen Malmitteln und Arbeitsweisen, wie Öl- und Acrylmalerei oder Zeichnung kombiniert.

## Preise und Auszeichnungen
- 1990: Arbeitsstipendium der Stadt Bad-Münster
- 1994: Werkvertragsstipendium des Berliner Senats
- 1995: 1. Preis des „Kunstwettbewerbs“, Lohmar, Deutschland
- 1997: 1. Preis des „Kunstwettbewerbs“, Wesseling, Deutschland
- 2010: Anerkennungspreis der Stadt Wesseling
- 2010: Pressepreis Installation Warmhof, Maldegem
- 2011: Kunstpreis „Art-Lowers“ Lineart, Gent

## Werke in öffentlichen Sammlungen
- MMOMA – Museum of Modern Art Moskau[2]
- Museum am Strom, Bingen
- Europäisches Parlament[3][4][5]
- Sammlung ThyssenKrupp AG, Berlin
- Hessisches Ministerium für Kunst und Wissenschaft, Wiesbaden
- Museum Marburg
- Fondation Francès[6]
- Mairie de Montceau–les-Mines
- The Safa Collection/Frankreich
- Staatsbauamt Marburg
- Stadt Bad Münster
- Oberpostdirektion Frankfurt
- Finanzamt Marburg
- Staatsbauamt Schwalmstadt
- Öko Consens, Berlin-Neuruppin
- Berliner Senat für kulturelle Angelegenheiten
- Collection BBL, Banque Bruxelles Lambert, Brüssel
- Collection ULB, Université libre de Bruxelles
- LCA London cruiseschip „Serenade of the Seas“
- Janssen Farmaceutica/Johnson & Johnson, Beerse/Belgien (Kunst-Am-Bau: Installation 16 m Höhe)[7]
- Campus Maldegem/Belgien (Kunst-am-Bau: Installation 26 m Höhe)
- Pont L’Evèque/Frankreich
- Mairie de Montceau–les-Mines[8]
- Rathaus der Stadt Vilvoorde, Belgien[9]

## Ausstellungen (Auswahl 1991–2014)
- Campo-Santo, Gent
- Centre Culturel Pont-L’Eveque/Frankreich
- Elysees des Arts, Paris
- FIAC, Paris
- Foreign Press Association, London
- Kunstverein Friedrichstadt, Berlin
- Kunstverein Wesseling
- Kunstdienst, Berliner Dom und Sender Freies Berlin
- Living Tommorow, Brüssel
- Mitterand Foundation, Paris
- Montceau-les-Mines/Frankreich
- Museum Marburg / Deutschland
- Musée de la Poste, Regard sur le monde, Calais / Frankreich
- Musée Ianchelevici, Corpus Protecta, La Louvière /Belgien
- Musée Museaav / Nizza / Frankreich
- Musée du Cinquantenaire /Brüssel / Belgien
- Schloss Heidelberg
- Smithtown Art Council, New-York
- Stadthalle Marburg
- Soisson/Frankreich
- Scope Miami, Parisud/USA
- Wunderkamer im Rahmen der Biennale Venedig 2014
- September/Oktober 2014: Kasteel Ter Ham, Brüssel

### Gruppenausstellungen
- Parlament Berlin (Gruppenausstellung 2015/2016)[10]
- Kunstverein Bad Salzdetfurth
- Regard sur le monde, Calais (mit Gloria Friedmann, Claude Closky, Tony Oursler, Jan van Oost, Pierrick Sorin u. a.)
- Wunderkammer, Musée de Botanique (mit Jan Fabre u. a.) Brüssel
- Marburger Kunstverein[11]